# Parafia św. Jana Pawła II w Kościanie
Parafia świętego Jana Pawła II w Kościanie – parafia rzymskokatolicka należąca do dekanatu kościańskiego archidiecezji poznańskiej. Została utworzona w 2010. Jest najmłodszą parafią w mieście. Kaplica parafialna mieści się na osiedlu Konstytucji 3 Maja.